# Bartolomé Leonardo de Argensola
Bartolomé Juan Leonardo de Argensola, född 26 augusti 1562 i Barbastro (Huesca), död 4 februari 1631 i Zaragoza, var en spansk skald, historiker och romersk-katolsk präst. Han var bror till Lupercio Leonardo de Argensola.
Leonardo de Argensola graduerades i Huesca. Han författade en mångfald canciones, redondillas, sonetter, epigram, elegier med mera, flera historiska arbeten: Historia de la conquista de las islas Molucas (1609), Relacion de las alteraciones populares en Zaragoza 1591 med flera, vilka återfinns i Latassas "Biblioteca antigua y nueva de escritores aragoneses", band 1, i Gallardos "Ensayo de una biblioteca espanola", band 2-4. och i Rivadeneiras "Biblioteca de autores espanolos", band 35, 42, 62 och 65 samt i "Obras sueltas" (1889).